# Източни Алпи
Източните Алпи са планини в централна Европа, включваща Алпите приблизително на изток от линията, свързваща Боденското езеро с езерото Комо.
Източните Алпи са по-ниски, но с по-голяма ширина от Западните Алпи, като най-високата им точка е връх Бернина (4 049 m). Те са разположени главно в югозападна Австрия и североизточна Италия, като включват и съседни области от Германия, Словения, Швейцария и Лихтенщайн. Разделят се на четири подобласти – Северни Варовикови Алпи, Централни Източни Алпи, Южни Варовикови Алпи и Западни Варовикови Алпи.